# Grangeria borbonica
Grangeria borbonica är en tvåhjärtbladig växtart som beskrevs av Jean-Baptiste de Lamarck. Grangeria borbonica ingår i släktet Grangeria och familjen Chrysobalanaceae. Inga underarter finns listade i Catalogue of Life.